# Nash, Oklahoma
Nash är en ort i Grant County i delstaten Oklahoma, USA.